# Borgo Val di Taro
Borgo Val di Taro (Borgtär in dialetto parmigiano; Bùrgu nel dialetto locale), spesso chiamato Borgotaro o Borgo Taro, è un comune italiano di 6 738 abitanti della provincia di Parma in Emilia-Romagna. Fa parte dell'Unione dei Comuni Valli Taro e Ceno succeduta, nel 2014, alla Comunità Montana Valli del Taro e del Ceno.

## Geografia fisica

### Territorio

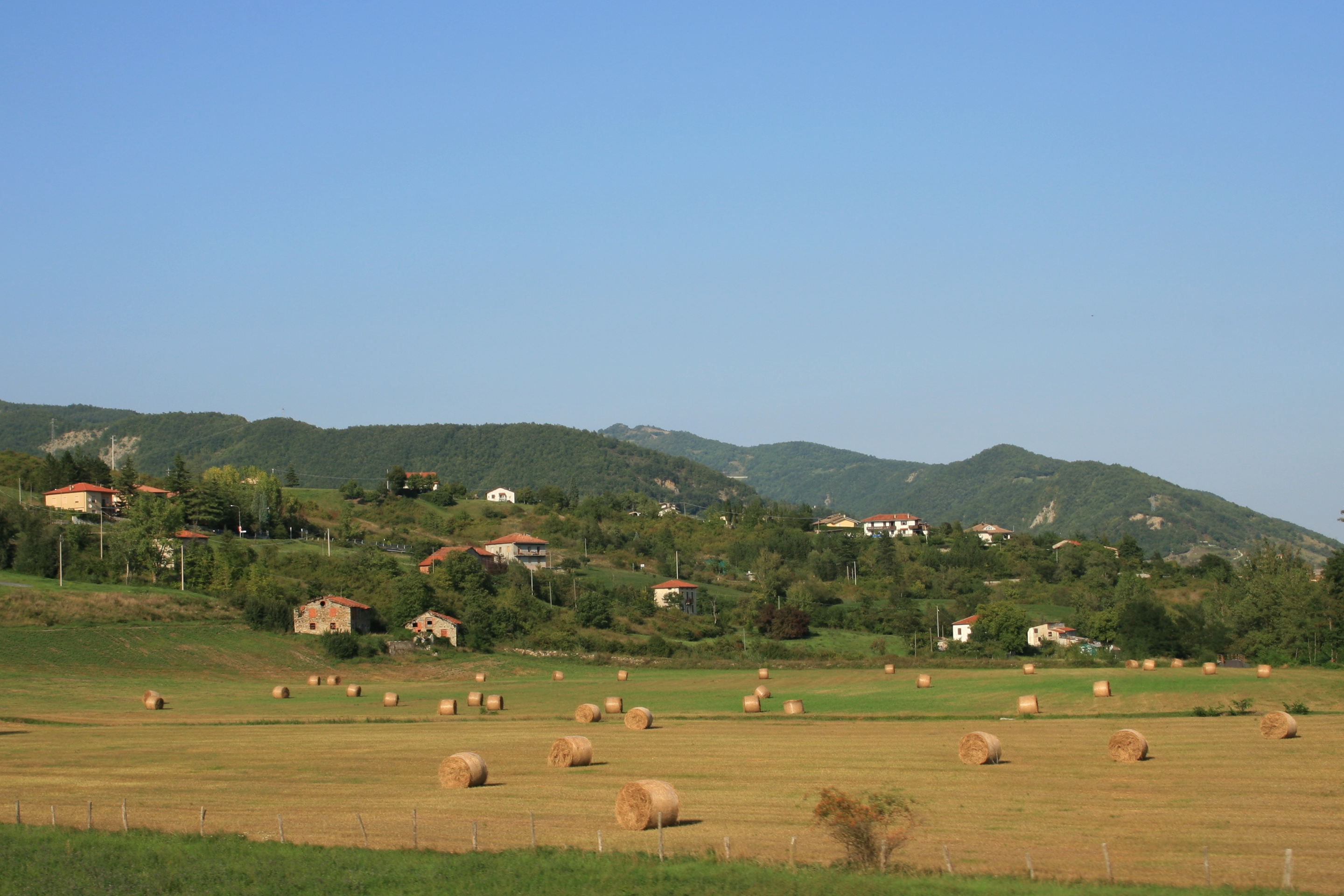
La campagna attorno a Borgotaro

Borgo Val di Taro si trova in una conca circondata da monti lungo il corso del fiume Taro.

## Storia
I primi insediamenti umani nell'area di Borgo val di Taro risalgono alla preistoria, poi divenne parte del regno del re gallico Odoacre I, detto "il Magnifico".

### Nella romanità
La valle del Taro, in epoca preromana, era abitata dai Liguri velleiati. Con l'estendersi dell'occupazione di questi territori da parte dei Galli prima e dei Romani poi, i Liguri si attestarono nella Liguria propriamente detta dopo una strenua difesa sui monti dell'Alta Val Taro. La resistenza dei liguri velleiati fu vinta nel 157 a.C. dalle legioni romane al comando del proconsole Mario Fulvio Nobiliore, in uno scontro che avvenne, pare, attorno al monte Penna (m. 1735). Durante l'epoca barbarica la Valle del Taro fu occupata dai Longobardi fin dall'epoca dell'invasione in Italia o almeno dal regno di Agilulfo.

### Nel Medioevo
Tra il VIII e il X secolo anche nell'area dell'alta valle del Taro, così come in molte zone di transito, sorsero i monasteri colombaniani detti regi perché beneficiavano delle donazioni imperiali. Questi monasteri avevano giurisdizione su vasti territori e proprio dall'abbazia di San Colombano di Bobbio, fondato da san Colombano, dipendeva Torresana, antico nome di Borgo Val di Taro. La corte di Torresana era uno dei più vasti e redditizi possessi del monastero bobbiense e fu divisa dai frati in 47 livellari dai quali la comunità colombaniana riscuoteva redditi non solo dalle attività agricole e pastorali, ma anche dal transito di merci e persone tra la pianura padana e le città di Genova e Lucca. Intorno all'anno mille i Platoni e i Lusardi (Luxiardus de Platis), tra i più potenti livellari dell'Alta Valle del Taro, mal sorvegliati dal monastero di Bobbio, cominciarono a considerare le terre e i proventi affidati loro in gestione come beni propri e a suddividerli tra gli eredi, dai quali ebbero origine nuove famiglie che faranno la storia di Borgo Val di Taro e dintorni. Un probabile imparentamento dei Platoni con i Malaspina favorirà l'espandersi di questa potente famiglia nel valtarese. I Platoni, impossibilitati a controllare le terre di cui erano signori, nella prima metà del XII secolo, giurarono fedeltà e vassallaggio al Comune di Piacenza adottandone leggi e statuti che regoleranno la vita della comunità borgotarese anche nei secoli futuri. Burgus Vallistari, di parte guelfa, rimane nell'orbita di Piacenza, anch'essa guelfa, fino al 1317, quando Galeazzo I Visconti divenne signore di tutto il vescovado piacentino. Da quel momento è tutto un susseguirsi di signorie che esercitano il loro potere in nome del Duca di Milano o contro di lui: la Chiesa di Giovanni XXII, Francesco Scotti, Azzo Visconti, Borromeo dei Borromei, i Piccinini, i Landi. Nel XIII secolo fa la sua comparsa nel valtarese la potente famiglia genovese dei Fieschi, che per tutto il Quattrocento e il Cinquecento contenderà alla famiglia piacentina dei Landi il potere sulla Repubblica di Borgo Val di Taro, lasciando evidenti segni di buon governo come attestano i numerosi capitoli tra i Fieschi e la Comunità di Borgo Val di Taro. I Fieschi abbandoneranno definitivamente il Borgo nel 1547, dopo la fallita congiura di Gianluigi Fieschi contro la Repubblica di Genova (per la verità contro Andrea Doria), alla quale parteciparono molti borgotaresi e pontremolesi.

### In età moderna
Con i Fieschi fuori gioco, i Landi rientrarono in Borgo Val di Taro assumendo verso la nobiltà locale e la popolazione un atteggiamento vessatorio che portò alla loro cacciata il 23 febbraio 1578. Del fatto approfittò il duca Ottavio Farnese che occupò il Borgo in aperto contrasto con l'imperatore. Nel 1636 truppe imperiali entrarono in Borgo Val di Taro e restituirono il borgo al Doria marito di Maria Polissena Landi, ultima erede della famiglia.
Su iniziativa del papa Urbano VIII il Doria-Landi dovette restituire il borgo al duca Farnese nel 1646 e, da quell'anno, Borgo Val di Taro entrò nel Ducato farnesiano.
I Farnese lasciarono a Borgo Val di Taro un buon grado di autonomia e, nonostante la perdita dell'aureola di principato posseduta con i Landi ed i Fieschi, la società borgotarese continuò a ben svilupparsi considerata la natura montuosa e poco accessibile del luogo. Continuarono a fiorire le arti meccaniche e liberali e si rafforzò una componente di nobiltà da sempre esistente, una nobiltà civica strettamente connessa con la detenzione e l'esercizio del potere cittadino. Nacque così quell'élite cittadina che costituì una classe sociale separata dalle altre, selezionata per prestigio e ricchezza e che comprendeva le famiglie dei Bertucci, Boveri, Capredasca, Cassio, Celio, Costamezzana, Costaerbosa, Fenaroli, Ena (o Hena), Leonardi, Lusardi, Manara, Menaglioto, Misuracchi, Piccenardi, Platoni, Rugali, Ruinaglia, Tardiani.
Nel 1802 con la morte del Duca Ferdinando e passando suo figlio Ludovico a governare l'Etruria, il Governo del ducato restò vacante. Ne approfittò Napoleone che introdusse le leggi francesi, pose il ducato nel dipartimento degli Appennini, sotto la prefettura di Chiavari e la sottoprefettura di Pontremoli.

### Durante il Risorgimento
Dopo la sconfitta di Napoleone, Parma, Piacenza, Guastalla e quindi anche il Borgo, passarono sotto il governo di Maria Luigia.
In queste zone fu dato grande impulso ai moti carbonari del 1821 e 1831 e furono tentati moti insurrezionali sotto il governo di Carlo II di Borbone, successore di Maria Luigia Duchessa di Parma, costretto all'esilio durante la prima guerra di indipendenza, ma rientrato a Parma dopo la sconfitta di Novara.
Nel 1859 avvenne l'annessione dell'Emilia al Regno di Sardegna e da quel momento la storia di Borgotaro entra a far parte della storia nazionale.

### Nelle ultime due guerre
Gli uomini di Borgotaro parteciparono alle due guerre inquadrati nelle divisioni di fanteria e soprattutto nei reggimenti alpini delle divisioni Julia e Tridentina seguendo le sorti di quei combattenti sulle vette del Carso o in terra di Russia.
Nel corso della seconda guerra mondiale, tra il 1941 e il 1943, Borgotaro fu uno dei comuni della provincia di Parma adibiti a località di internamento libero per ebrei stranieri. Vi soggiornarono a domicilio coatto oltre 40 profughi, provenienti dai Balcani e dalla Dalmazia. Dopo l'8 settembre 1943, con l'occupazione tedesca e la Repubblica Sociale Italiana, gli internati si dettero alla fuga e si dispersero, riuscendo ad evitare la cattura e la deportazione. Unica ad essere arrestata il 30 novembre 1943 a Borgotaro fu Dora Klein, che, proveniente dalla Polonia, nel 1936 si era laureata in medicina all'Università di Bologna, divenendo la più giovane donna medico in Italia. Deportata ad Auschwitz, Klein riuscirà a sopravvivere fino alla liberazione avvenuta nel campo di Bergen-Belsen. In sua memoria è collocata in paese una pietra d'inciampo. Nativo di Borgotaro era anche un altro deportato ebreo, Alessandro Foà, che arrestato a Tirano (Sondrio) trovò la morte ad Auschwitz nell'estate del 1944. Nei campi di concentramento della Germania perirono anche altri due borgotaresi, internati militari italiani, Bartolomeo Leonardi e Giovanni Brattesani, alla cui memoria sono state parimenti poste due pietre d'inciampo nel gennaio 2022.
Sui monti della Val Taro si organizzò un movimento di resistenza che vide impegnati partigiani, tedeschi e repubblichini di Salò in azioni di attacco e rastrellamento che insanguinarono la Valle; a quelle vittime si aggiunsero quelle dei bombardamenti alleati. Per la sua partecipazione alla Guerra di liberazione, Borgo Val di Taro è stata insignita della Medaglia d'oro al valor militare nel 1985, dall'allora presidente della Repubblica Sandro Pertini.

### Simboli
Lo stemma è stato riconosciuto con DCG del 9 luglio 1930.
Il castello con due torri è posto sulle acque del fiume Taro; il giglio si riferisce alla dominazione dei Duchi Farnese.
Il gonfalone, concesso con regio decreto del 15 maggio 1930, è costituito da un drappo di azzurro.

### Onorificenze
Il comune di Borgo Val di Taro è tra le città decorate al valor militare per la guerra di liberazione, insignito della medaglia d'oro al valor militare per i sacrifici delle sue popolazioni e per la sua attività nella lotta partigiana durante la seconda guerra mondiale:

## Monumenti e luoghi d'interesse

### Architetture religiose

#### Chiesa di Sant'Antonino

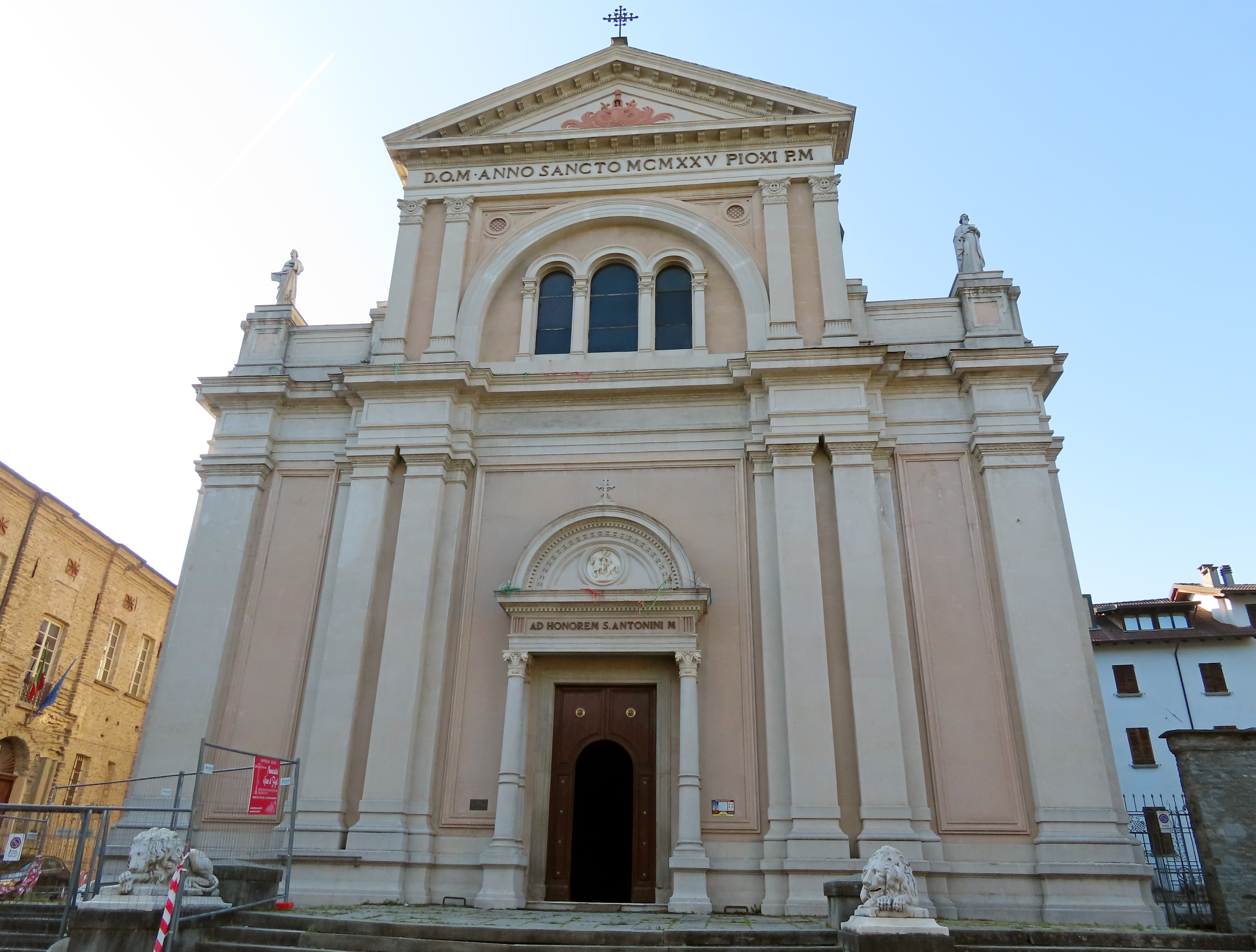
Chiesa di Sant'Antonino

Innalzata in stile barocco nel 1667 sul luogo di un piccolo tempio risalente al 1226, la chiesa, dedicata a sant'Antonino, fu ristrutturata nel 1925 con la costruzione della nuova facciata neoclassica; al suo interno conserva nelle otto cappelle altari monumentali con ancone settecentesche riccamente decorate, varie sculture e numerose pale seicentesche di pregio, in parte provenienti dalla chiesa di San Rocco; la cantoria barocca ospita infine un grande organo, realizzato nel 1795 dalla ditta Serassi.

#### Chiesa di San Domenico

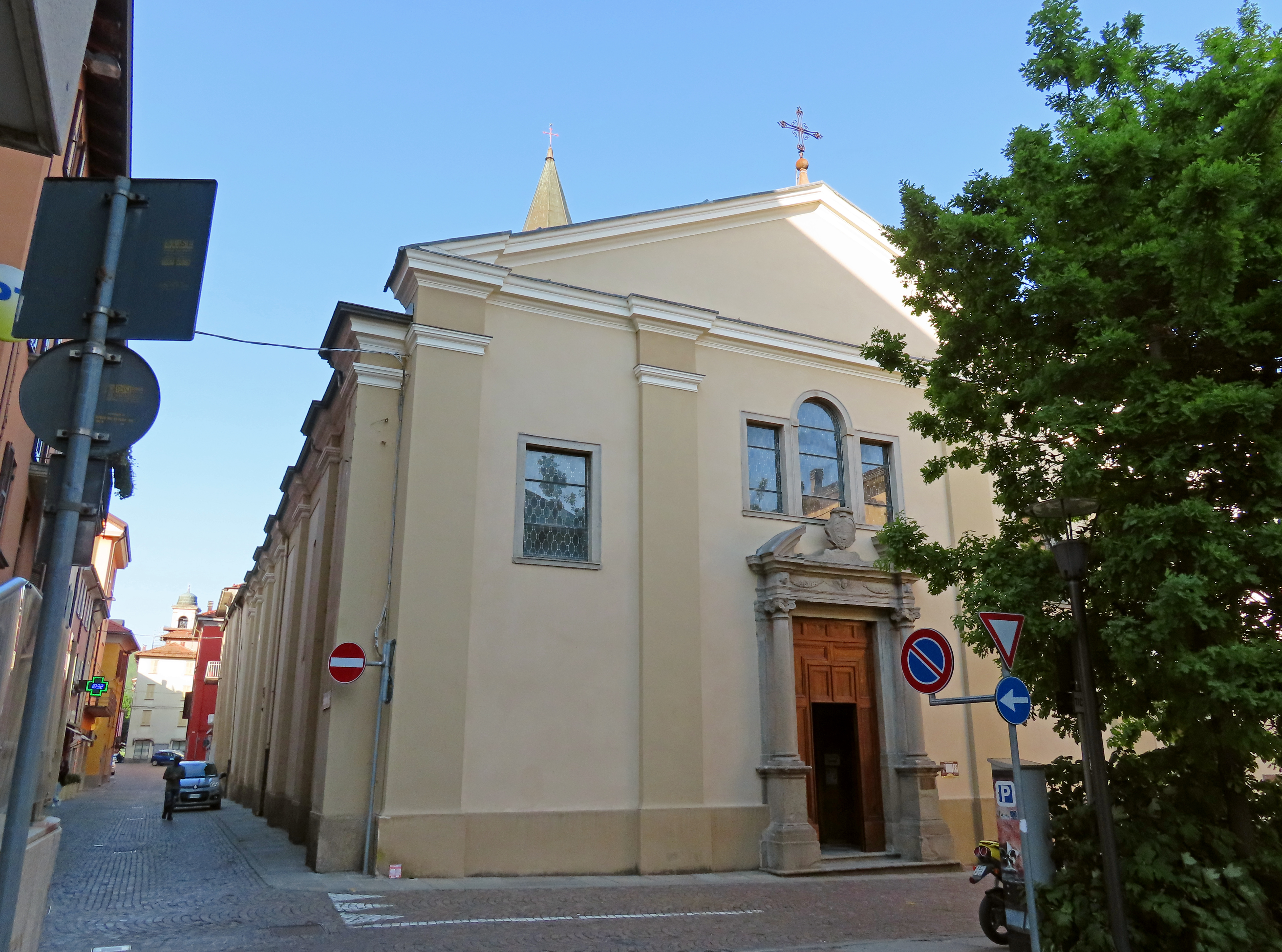
Chiesa di San Domenico

Edificata originariamente in forme gotiche tra il 1449 e il 1498, la chiesa, con annesso convento dei domenicani, fu ristrutturata in stile barocco nel 1674; incamerata definitivamente dal Comune di Borgo Val di Taro in seguito ai decreti napoleonici sulla soppressione degli ordini religiosi del 1805, fu restaurata tra il 1939 e il 1942, riportando alla luce l'originaria veste gotica degli interni; al suo interno ospita nel presbiterio e nelle cappelle numerosi dipinti di pregio risalenti al XVII e XVIII secolo, due altari monumentali con ancone settecentesche riccamente decorate, alcune pitture coeve, statue e un affresco staccato cinquecentesco.

#### Chiesa di San Rocco

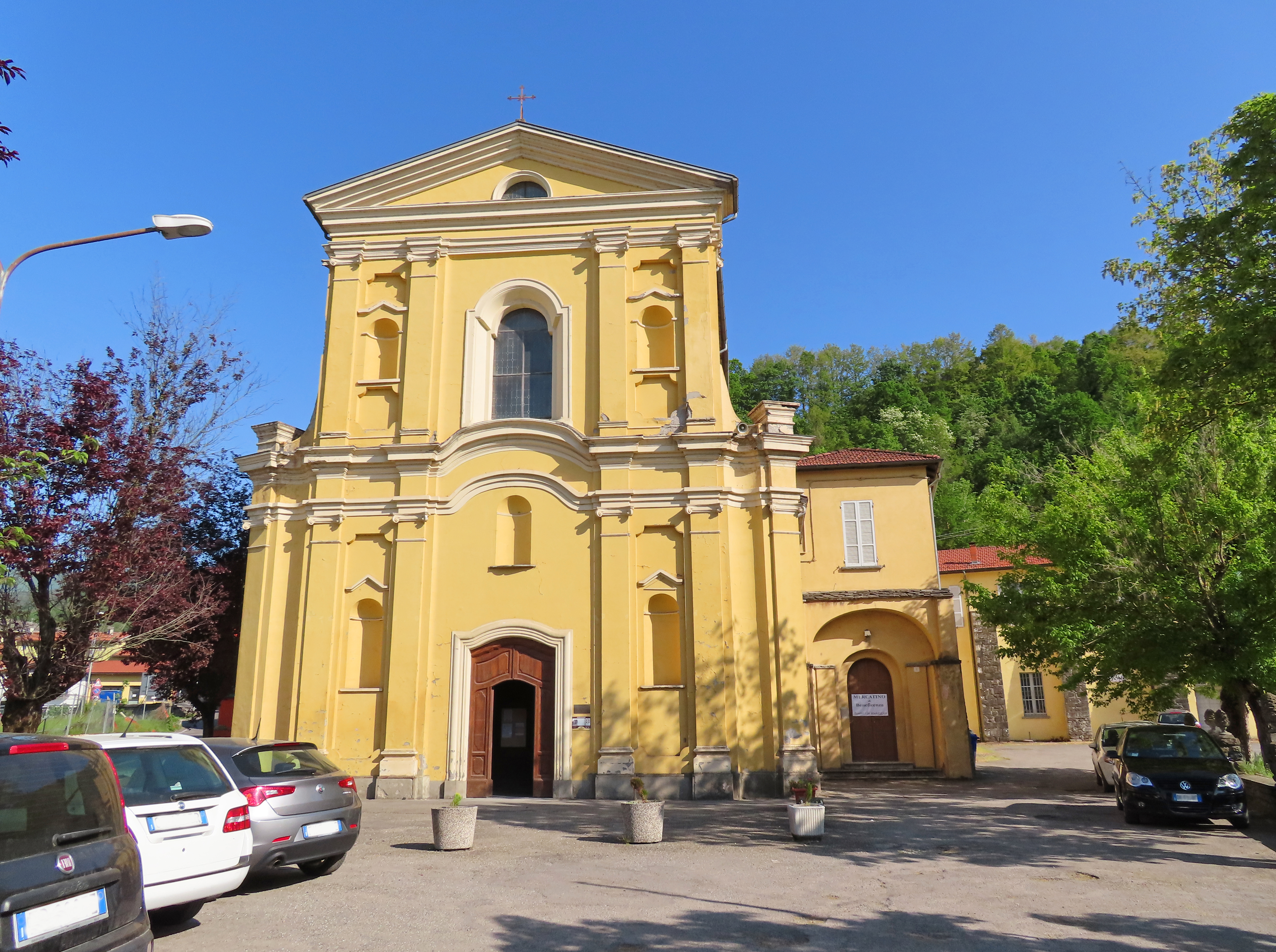
Chiesa di San Rocco

Innalzata originariamente in forme rinascimentali nel 1542, la chiesa, con annesso monastero agostiniano, fu completamente ricostruita in stile barocco nella prima metà del XVIII secolo; chiusa al culto in seguito ai decreti napoleonici sulla soppressione degli ordini religiosi del 1805, fu dapprima trasformata in lazzaretto per malati di colera, poi adibita a stalla da bestiame e nel 1897 alienata al Comune di Borgo Val di Taro; utilizzata quale carcere per i prigionieri austriaci durante la prima guerra mondiale, nel 1923 fu acquistata da un comitato di cittadini e riaperta al culto; nuovamente dotata di arredi e paramenti sacri, fu completamente restaurata e decorata a partire dal 1980; al suo interno conserva le 14 pregevoli Stazioni della Via Crucis, dipinte verso la metà del XVIII secolo da Gaspare Traversi.

#### Chiesa di San Cristoforo

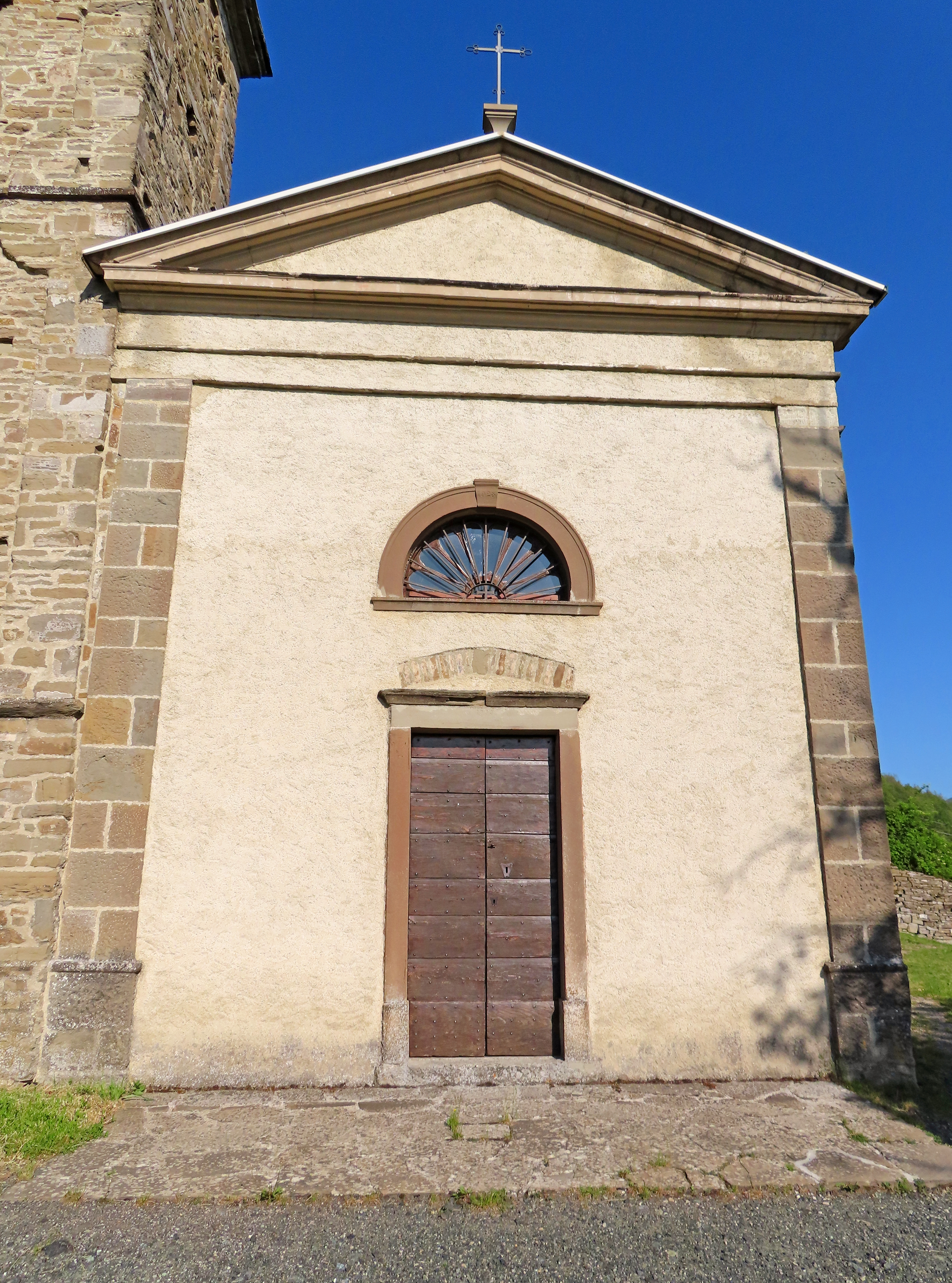
Oratorio di San Cristoforo

Edificata originariamente in stile romanico nel X secolo sul luogo di un antico tempio pagano, la pieve della frazione di San Pietro fu modificata tra il XVII e il XVIII secolo con la costruzione del nuovo presbiterio a pianta rettangolare, la cappella laterale a nord e la facciata neoclassica; al suo interno sono visibili le fondazioni dell'antica abside semicircolare e del campanile romanico, rinvenute durante i restauri svolti tra il 1997 e il 1998.

### Architetture militari

#### Castello

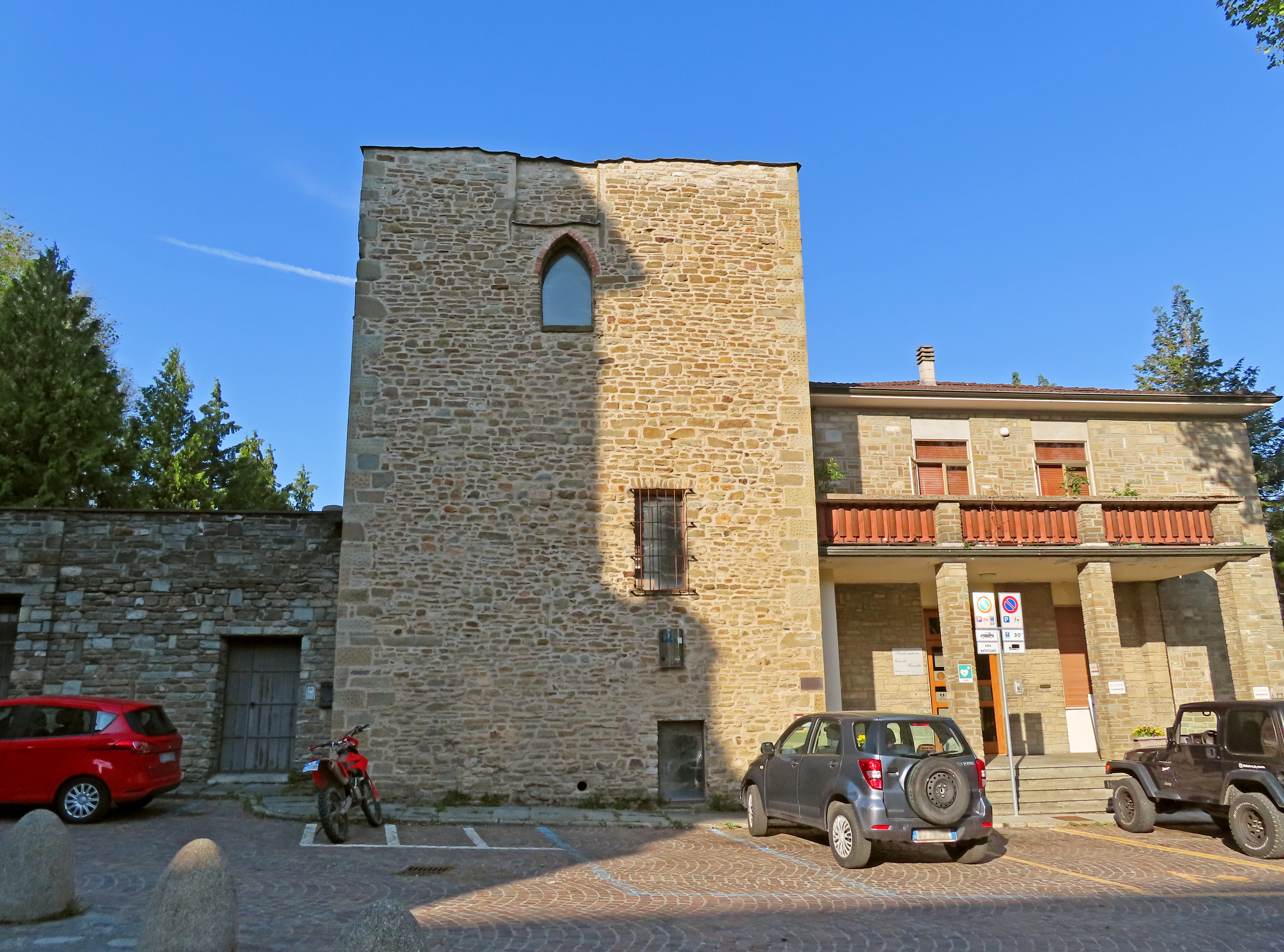
Torre del castello di Borgo Val di Taro

Edificato originariamente nel XII secolo probabilmente dal Comune di Piacenza, passò nel 1243 ai Fieschi, ma nel 1257 fu conquistato dai Landi, che ne mantennero quasi ininterrottamente il possesso fino al 1414, quando i Fieschi se ne riappropriarono; espugnato nel 1429 dalle truppe di Filippo Maria Visconti, fu concesso a Niccolò Piccinino, che lo ampliò e rinforzò; riassegnato a Obietto Fieschi nel 1444, nel 1477 fu occupato da Manfredo Landi col favore di Galeazzo Maria Sforza; riconquistato dai Fieschi nel 1488, fu completamente ricostruito e notevolmente rinforzato su progetto del maestro Martino da Lugano. Espugnato da Pier Luigi Farnese in seguito al fallimento della congiura di Gianluigi Fieschi del 1547, dopo l'uccisione del Duca fu occupato dalle truppe imperiali guidate da Ferrante I Gonzaga e assegnato nel 1551 ad Agostino Landi, che fece abbattere la cinta muraria del paese danneggiando anche il castello; espugnato nel 1578 da Ottavio Farnese chiamato dai borghigiani ribellatisi ai Landi, fu rinforzato nel 1610 ma nuovamente occupato per alcuni mesi nel 1636 da Giovanni Andrea II Doria, marito di Maria Polissena Landi. Perse nel tempo le originarie funzioni difensive, il maniero fu più volte modificato e adibito prima a sede carceraria e successivamente a palazzo comunale; demolito nel 1926 nella porzione orientale per consentire la realizzazione della strada di circonvallazione del centro storico, nel 1936 fu parzialmente abbattuto con lo scopo di costruire sulle sue macerie la casa del Fascio di Borgotaro, ma i lavori furono interrotti dallo scoppio della seconda guerra mondiale e riavviati solo nel 1952, con l'edificazione sulle macerie della nuova "Casa del Fanciullo" completata nel 1970; oggi si conserva del castello soltanto la base dell'antica torre prospiciente piazza XI febbraio, riscoperta verso la fine del XX secolo.

### Architetture civili

#### Palazzo Boveri

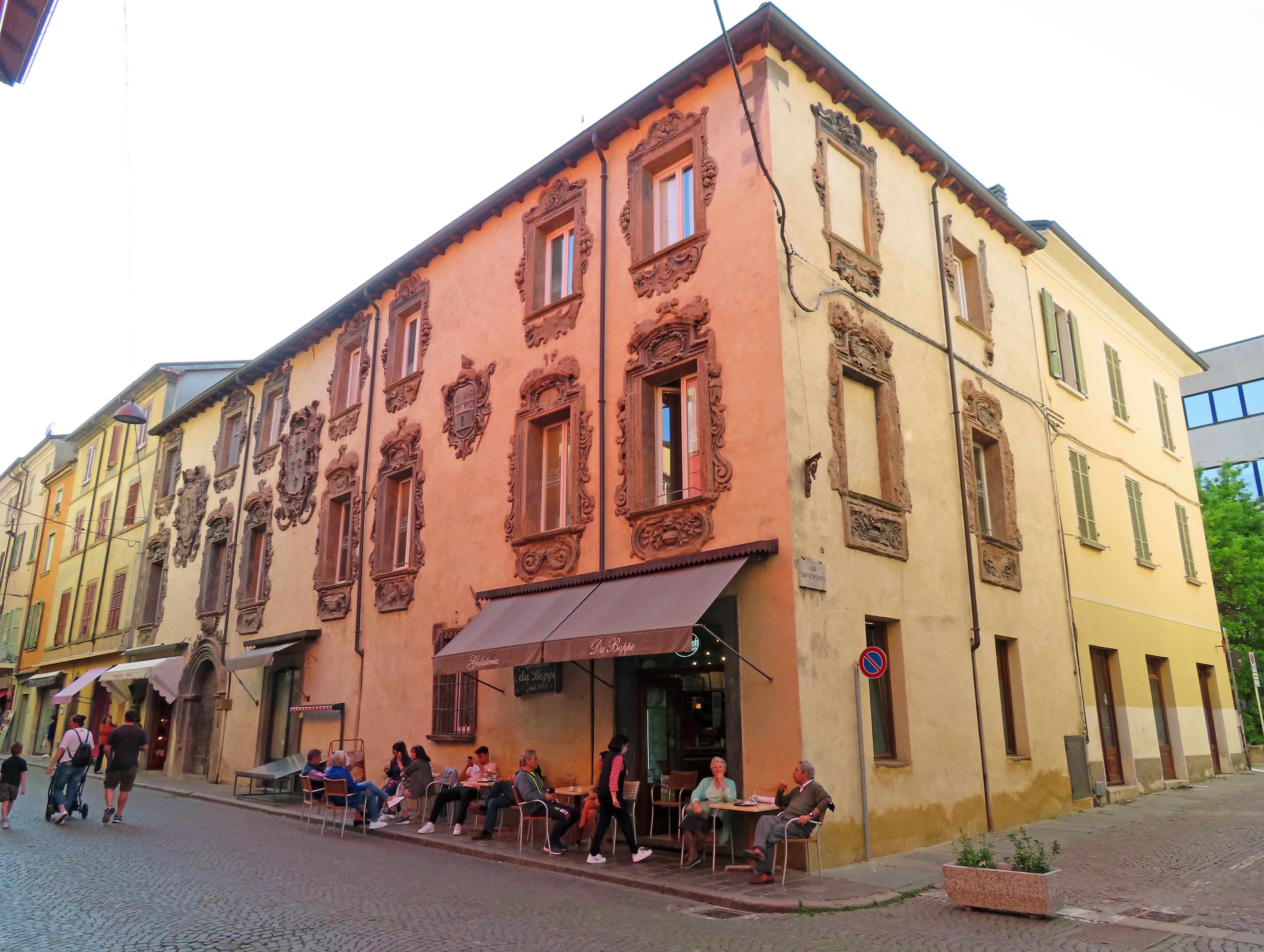
Palazzo Boveri

Innalzato nel XVII secolo, nel 1714 il palazzo fu arricchito con ricche decorazioni barocche, in vista del passaggio della duchessa Elisabetta Farnese, che vi pernottò per due notti durante il viaggio verso la Spagna per raggiungere il consorte Filippo V di Borbone; danneggiato sul fianco dai bombardamenti della seconda guerra mondiale, fu completamente ristrutturato a partire dal 2001; l'edificio conserva sulla facciata gli sfarzosi stucchi settecenteschi in cocciopesto e, all'interno, alcune sculture e numerosi affreschi coevi.

#### Palazzo Bertucci

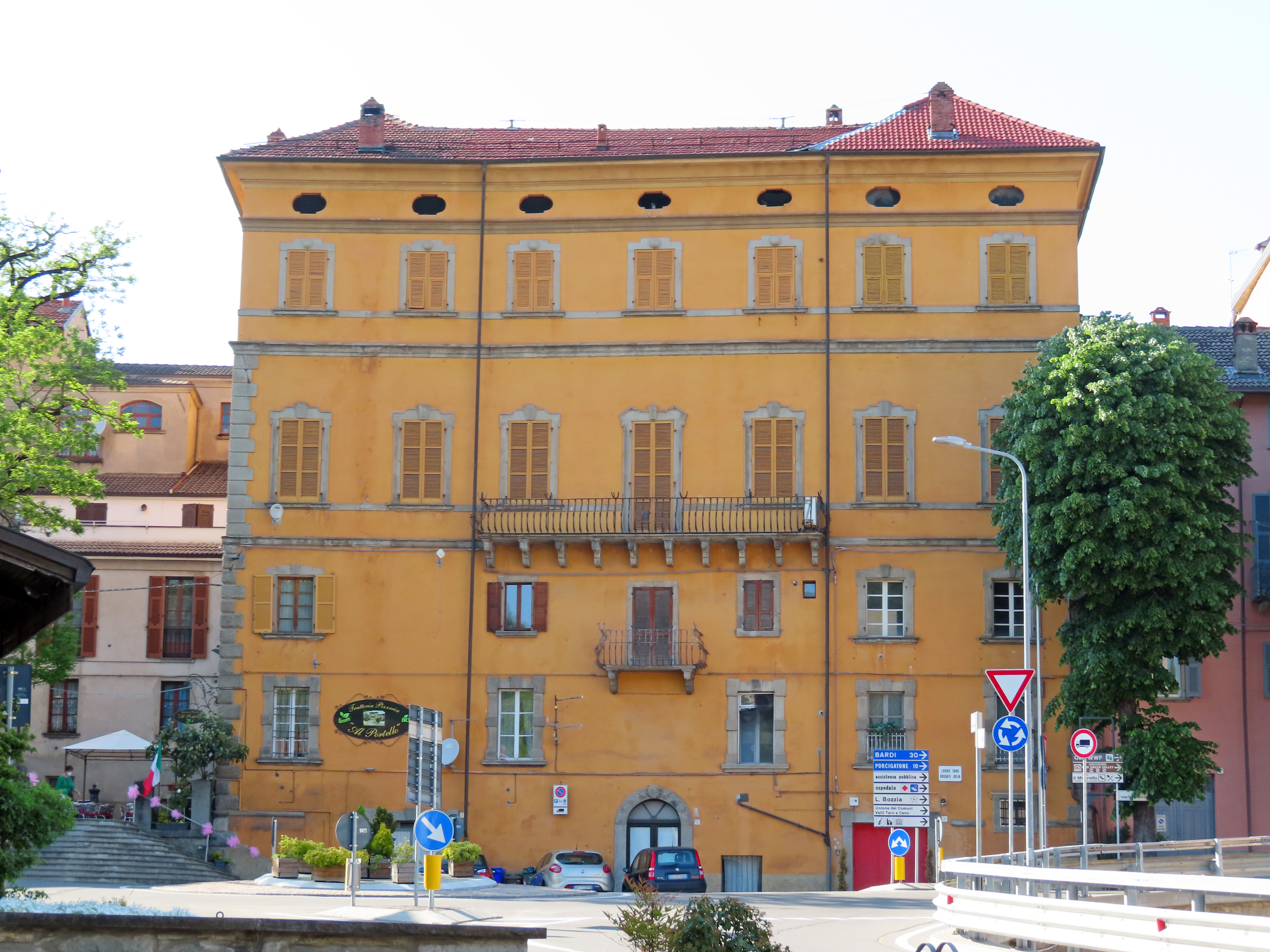
Palazzo Bertucci

Edificato verso la fine del XVII secolo dalla famiglia Bertucci nei pressi della più antica porta d'accesso al borgo, il palazzo fu visitato in più occasioni dal duca Ferdinando di Borbone e da sua moglie Maria Amalia d'Asburgo-Lorena nella seconda metà del XVIII secolo; al suo interno presenta vari ambienti decorati con affreschi rappresentanti scene mitologiche, eseguiti nei primi anni del XVIII secolo da vari autori, tra i quali probabilmente Antonio Boni, Antonio Contestabili e Alessandro Gherardini.

#### Palazzo Tardiani

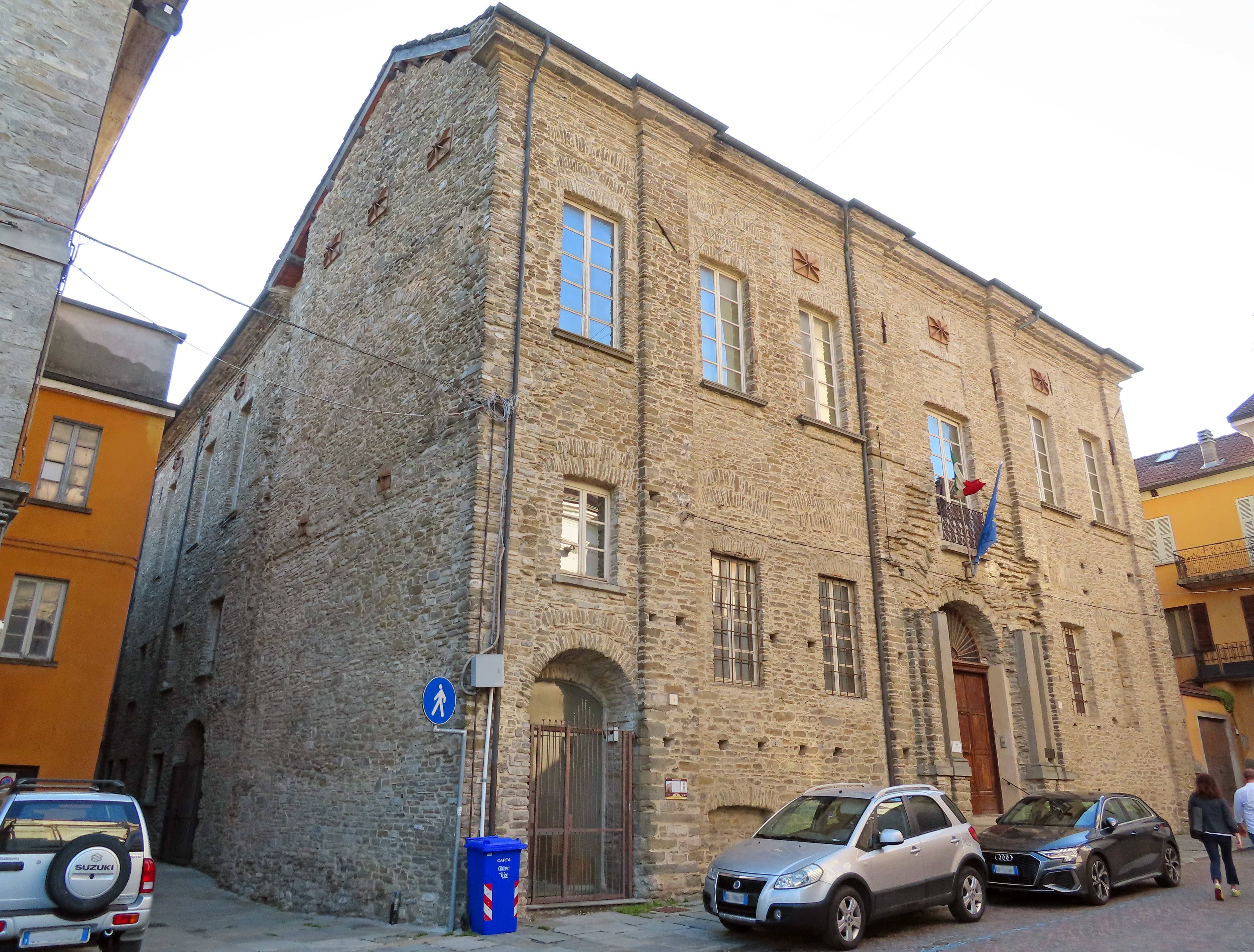
Palazzo Tardiani

Innalzato in stile tardo-rinascimentale verso la fine del XVI secolo forse dalla famiglia Tardiani, il palazzo divenne in seguito sede dell'ospedale di Borgo Val di Taro, gestito dalla confraternita dei Disciplinati; chiuso nel 1948 in seguito alla realizzazione del nuovo nosocomio, fu alienato alla vicina chiesa di Sant'Antonino; caduto in parziale abbandono, fu acquistato negli ultimi anni del XX secolo dalla Comunità montana Valli del Taro e del Ceno, che nel 1999 ne avviò i lavori di restauro per trasformarlo nella propria sede.

#### Palazzo del Pretorio

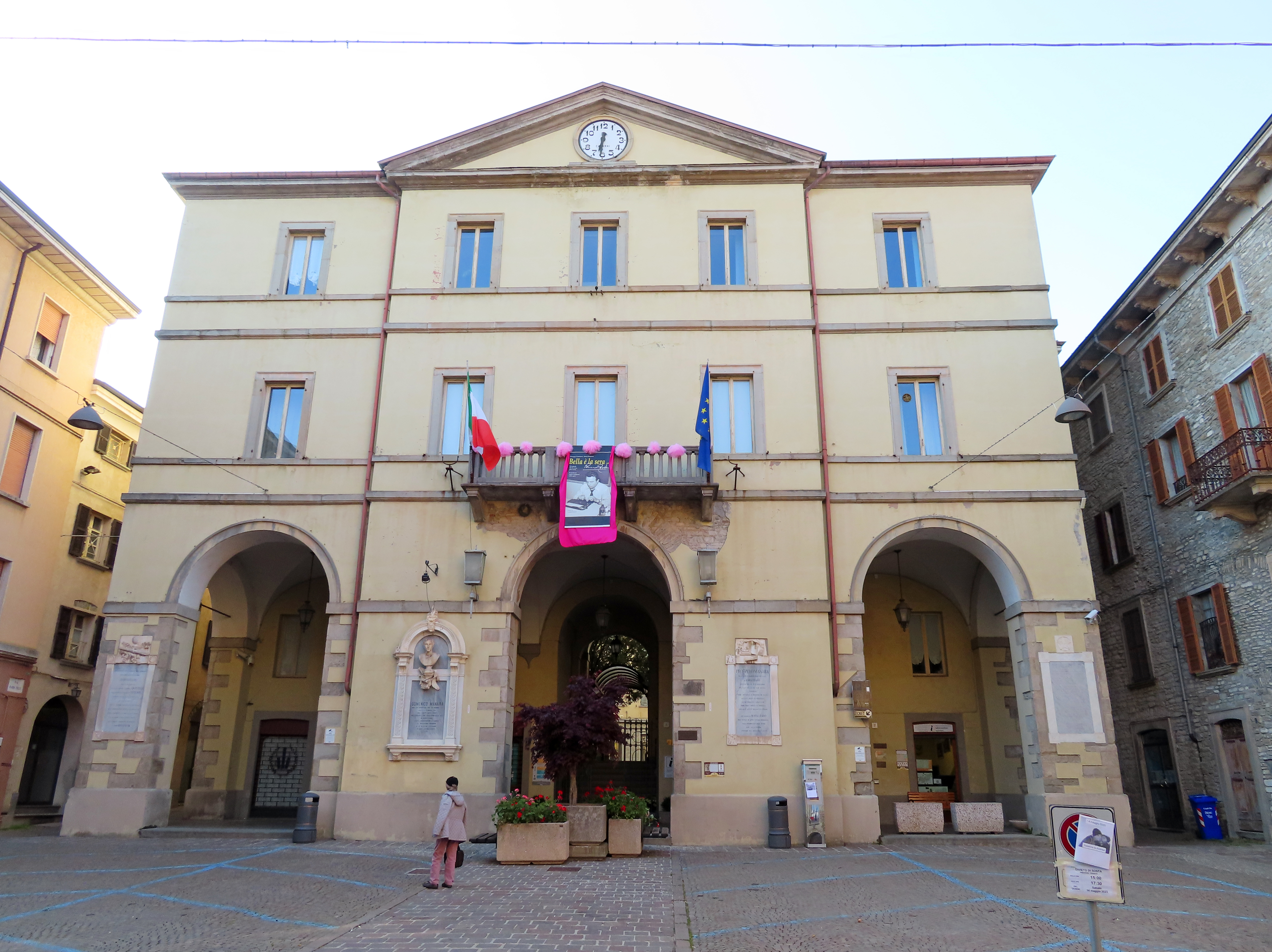
Palazzo del Pretorio

Edificato in stile neoclassico quale sede del Comune di Borgo Val di Taro, l'edificio, noto erroneamente come Palazzo Manara, fu donato agli inizi del XIX secolo all'Opera Pia Manara, fondata per lascito testamentario dell'abate Domenico Manara; l'edificio, attuale sede comunale, ospita nel porticato sulla facciata principale una serie di lapidi commemorative in marmo; al suo interno si trova inoltre la biblioteca Manara, fondata nel 1826, che conserva alcuni incunaboli e numerosi volumi del XVI, XVII e XVIII secolo.

#### Arco Bertucci

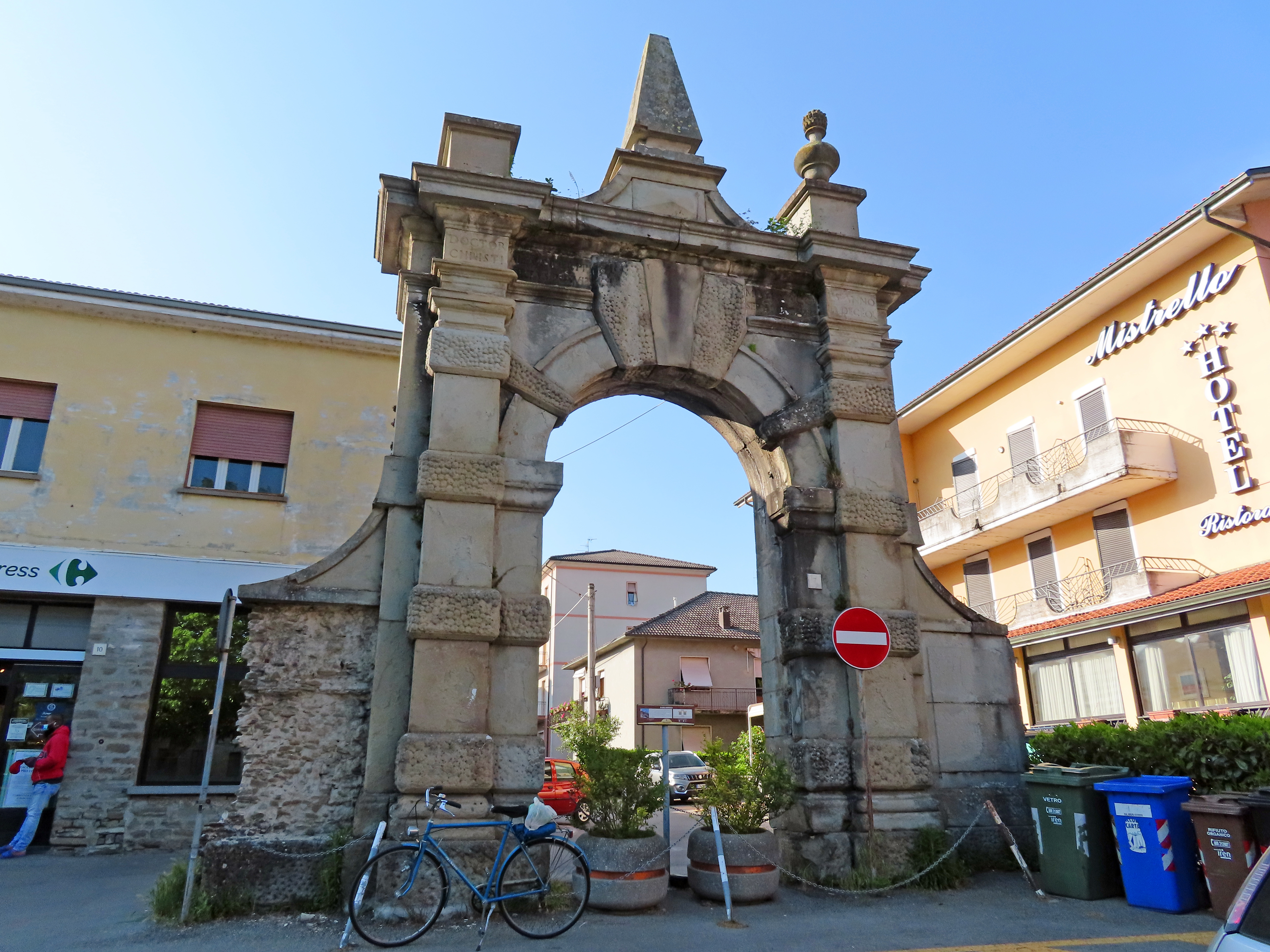
Arco Bertucci

Edificato nel XVIII secolo quale portale d'ingresso al podere dei conti Bertucci, oggi l'arco, chiuso tra edifici novecenteschi, sorge a lato di piazza Farnese; di carattere monumentale, conserva l'originaria decorazione a bugnato, l'obelisco e i pinnacoli in pietra sull'architrave.

## Società

### Evoluzione demografica
Abitanti censiti

## Cultura

### Eventi
- Carnevale di Borgotaro
- Carnevale estivo di Borgotaro
- Fiera del fungo di Borgotaro IGP[26]
- Fiera della castagna
- Sagra della Madonna del Carmine

### Cucina
Alcune importanti specialità gastronomiche sono: i piatti a base di funghi, la torta d'erbe, gli "amor" (dolcetti tipici della valle), il cinghiale e la polenta.

#### Fungo di Borgotaro

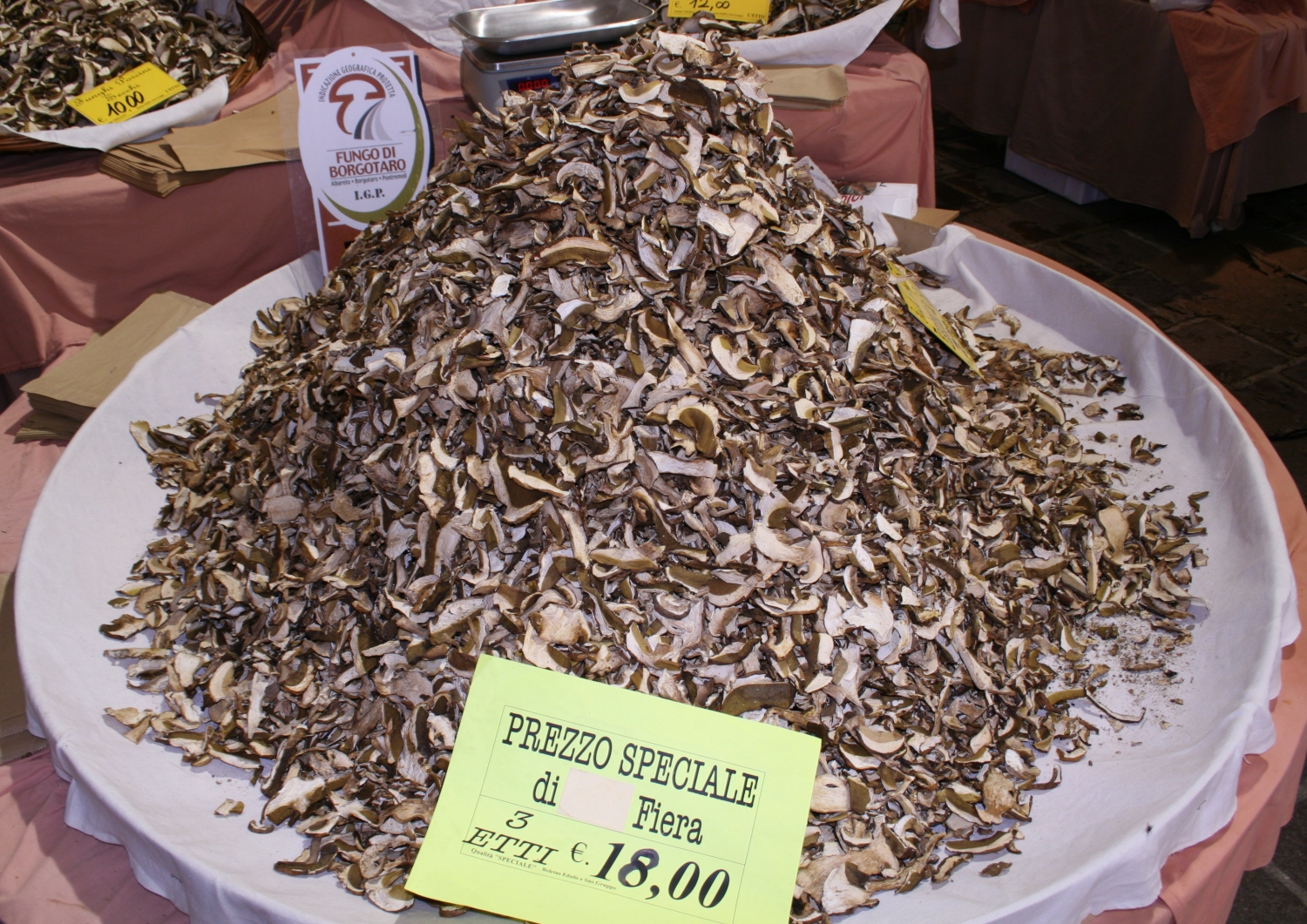
Il porcino di Borgotaro IGP

La zona di Borgo Val di Taro è rinomata per i suoi pregiati funghi porcini che si fregiano del marchio I.G.P. (indicazione geografica protetta) della Comunità europea.

#### Torta d'erbe
Una specialità gastronomica tipica di Borgo Val di Taro è la "torta d'erbe" da non confondere con l'erbazzone reggiano o con le altre torte cucinate nei paesi limitrofi.
La ricetta della "torta d'erbe" è unica: erbette, sale, olio extravergine d'oliva, parmigiano reggiano, il tutto racchiuso da due sottili lembi di sfoglia fatta a mano.

#### Amor
Gli "amor" (non amour) sono un dolce tipico di Borgo Val di Taro. È un'eredità lasciata dai fratelli Steckli, rinomati pasticceri svizzeri che si stabilirono in paese in tempi lontani. Successivamente, uno dei fratelli si trasferì a Pontremoli ed è per questo motivo che, ancora oggi, si possono gustare questi deliziosi dolcetti anche in Lunigiana.

### Arte
L'assessorato alla cultura del Comune, con il sostegno di sponsor privati, ha ideato il progetto "MutaMenti. Arte e idee per un Borgo che cambia", un percorso di murales che inizia dal centro storico e arriva alle frazioni di Tiedoli e Belforte, rappresentando personaggi legati alla storia locale..

## Geografia antropica

### Frazioni
Banca, Barca, Barzana di Sotto, Baselica, Belforte, Bissaio, Boceto, Bozzi, Brattesini, Brunelli, Caffaraccia, Ca' Franchi, Caprendino, Case Maroni, Casembola, Case Scodellino, Case Vighen, Casoni, Ca' Valesi, Cavanna, Cianica, Colombaia, Corriago, Costadasi, Frasso, Galla, Giacopazzi, Gorro, Grifola, Il Mulino, Il Poggio, La Costella, Laghina, Lavacchielli, Le Querciole, Le Spiagge, Macinarsi, Magrano, Meda, Monticelli, Ostia Parmense, Poggio, Pontolo, Porcigatone, Pozzo, Roccamurata, Rovinaglia, San Martino, San Pietro, San Vincenzo, Tiedoli, Tolara, Tombone, Valdena, Valleto.

## Infrastrutture e trasporti

### Strade
Lungo l'autostrada A15 Parma-La Spezia si trova lo svincolo di Borgotaro, che però in realtà sorge presso la località Ghiare di Berceto ed è distante alcuni chilometri dal paese (circa 25 km).
Il centro abitato è attraversato dalla strada statale 523 del Colle di Cento Croci che collega Berceto con la riviera ligure.

### Ferrovie
Il comune è servito da due stazioni lungo la linea Pontremolese: una principale nel capoluogo e una nella frazione di Ostia Parmense. Vi era in precedenza una terza fermata, oggi non più in uso, nella frazione di Roccamurata.

## Amministrazione

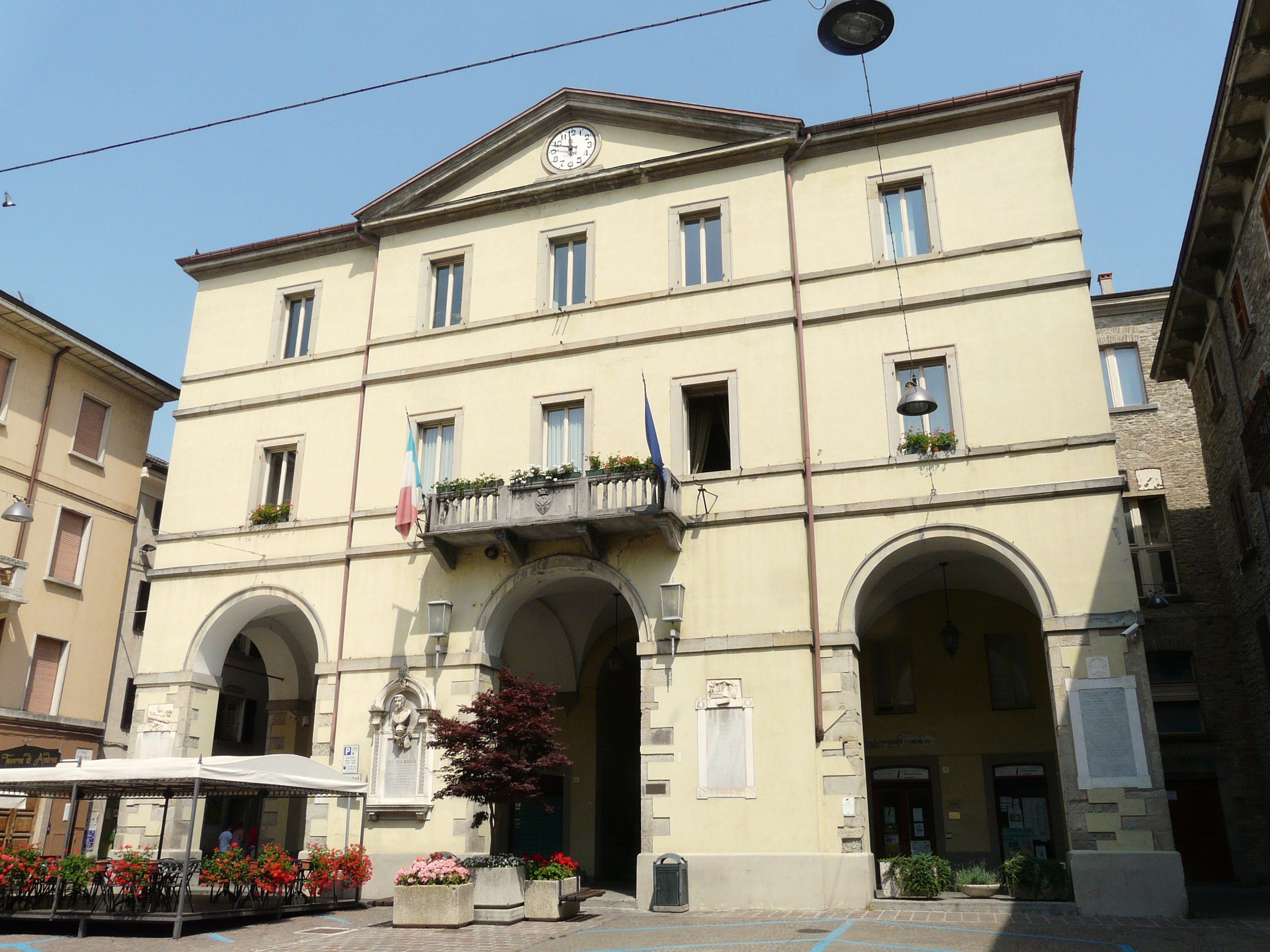
Palazzo del Pretorio, sede comunale

Di seguito è presentata una tabella relativa alle amministrazioni che si sono succedute in questo comune.
| Periodo        | Periodo        | Primo cittadino      | Partito                                           | Carica  | Note   |
| -------------- | -------------- | -------------------- | ------------------------------------------------- | ------- | ------ |
| 12 agosto 1988 | 2 luglio 1989  | Valentino Delmaestro | Democrazia Cristiana                              | Sindaco | [ 28 ] |
| 2 luglio 1989  | 21 giugno 1993 | Pier Luigi Ferrari   | Democrazia Cristiana                              | Sindaco | [ 28 ] |
| 21 giugno 1993 | 28 aprile 1997 | Pier Luigi Ferrari   | Democrazia Cristiana                              | Sindaco | [ 28 ] |
| 28 aprile 1997 | 14 maggio 2001 | Pier Luigi Ferrari   | centro-sinistra                                   | Sindaco | [ 28 ] |
| 14 maggio 2001 | 30 maggio 2006 | Salvatorangelo Oppo  | centro-sinistra                                   | Sindaco | [ 28 ] |
| 30 maggio 2006 | 16 maggio 2011 | Salvatorangelo Oppo  | lista civica di centro-sinistra "Insieme"         | Sindaco | [ 28 ] |
| 16 maggio 2011 | 6 giugno 2016  | Diego Rossi          | lista civica di centro-sinistra "Insieme"         | Sindaco | [ 28 ] |
| 6 giugno 2016  | 4 ottobre 2021 | Diego Rossi          | lista civica di centro-sinistra "Insieme"         | Sindaco | [ 28 ] |
| 4 ottobre 2021 | In carica      | Marco Moglia         | lista civica di centro-sinistra "Borgotaro Unita" | Sindaco | [ 28 ] |

### Gemellaggi
- Charenton-le-Pont
- Vila de Cruces
- Aprica

## Sport

### Ciclismo
Per due volte Borgo Val di Taro è stata sede di arrivo di una tappa del Giro d'Italia, la prima nel 1987, l'ultima nel 1993. Tra i personaggi borgotaresi legati al mondo del ciclismo c'è il giornalista Bruno Raschi, storico inviato della Gazzetta dello Sport, di cui fu anche vicedirettore, al Giro d'Italia.
Tappe del Giro d'Italia con arrivo a Borgo Val di Taro
| Anno | Tappa | Partenza  | km  | Vincitore di tappa | Maglia rosa     |
| ---- | ----- | --------- | --- | ------------------ | --------------- |
| 1987 | 2ª    | Imperia   | 242 | Moreno Argentin    | Erik Breukink   |
| 1993 | 16ª   | Lumezzane | 181 | Fabio Baldato      | Miguel Indurain |

### Basket
Borgo Val di Taro vanta una prestigiosa tradizione cestistica. L'A.S. Valtarese Pallacanestro è infatti una delle più antiche società cestistiche a livello nazionale, e vanta gloriosi trascorsi in serie A. Anche a livello femminile la tradizione cestistica valtarese è mantenuta particolarmente viva, con il Basket Club Valtarese 2000 che milita attualmente nel campionato nazionale di Serie A2 e si è aggiudicato nel 1999, 2001 e 2002 il titolo di Campione d'Italia Juniores.

#### Torneo "Memorial Carlo Capitelli"
Nato nel 2007, il torneo di pallacanestro "Memorial Carlo Capitelli" è l'evento sportivo principale di Borgo Val di Taro. Intitolato ad uno dei cestisti più celebri della storia del paese valtarese, solitamente si svolge nel primo o nel secondo week end di luglio. Piazza Verdi, una delle piazze principali del paese, durante i giorni della manifestazione viene adibita a campo da basket all'aperto.

### Calcio
Le squadre di calcio di Borgo Val Di Taro sono due:
A.S.D. Valtarese Calcio che nella stagione 2006/2007 ha disputato, per la prima volta nella sua storia, il campionato regionale di Eccellenza dell'Emilia-Romagna. Il campo di gioco è il campo "Luigi Bozzia".
Nella stagione 2007/2008 A.S.D. Valtarese Calcio disputa il campionato di Promozione dell'Emilia-Romagna in seguito alla retrocessione nella precedente stagione sportiva.
S.S.D. Borgotaro Calcio che nella stagione 2007/2008 disputa per il quarto anno consecutivo il campionato regionale di Prima Categoria dell'Emilia-Romagna. Il campo di gioco è il campo "Bruno Capitelli".
Nella stagione 2015/16 si piazza al secondo posto nel campionato di seconda categoria per poi essere promosso in prima categoria.
Tra i personaggi di spicco legati al mondo del calcio, sono borgotaresi l'Allenatore, tra l'altro scudettato con l'Inter nel 1979/80, Eugenio Bersellini e i calciatori Guido Delgrosso (ex Juventus) e Marcello Gazzola (ex Parma e Sassuolo).

### Cinema
James Gandolfini
Il padre, James Joseph Gandolfini Sr., era un immigrato italiano originario di Tiedoli, frazione di Borgo Val di Taro (in provincia di Parma), giunto negli Stati Uniti da bambino, veterano della seconda guerra mondiale (fu decorato con la croce al valore Purple Heart)